# Johan Hin
Johannes "Johan" Jozef Antonius Hin (Haarlem, 3 de novembre de 1899 - Haarlem, 29 de juny de 1957) va ser un regatista neerlandès que va competir a començaments del segle xx.
El 1920 va prendre part en els Jocs Olímpics d'Anvers, on va guanyar la medalla d'or en la categoria de 12 peus del programa de vela. Hin navegà a bord del Beatrijs III junt al seu pare i el seu germà.
Quatre anys més tard, als Jocs de París fou cinquè en la categoria del monotip del programa de vela.